# طفلکی ادی خوش‌تیپ
طفلکی ادی خوش‌تیپ (انگلیسی: Poor Pretty Eddie) یک فیلم جنایی، دلهره‌آور و ترسناک آمریکایی محصول سال ۱۹۷۵ به کارگردانی دیوید ورث با بازی لزلی اوگامس، شلی وینترز و مایکل کریستین است.
این فیلم که با بودجه نسبتاً کمی (حدود ۱ میلیون دلار) ساخته شده است، به دلیل داشتن سبک روایت و کارگردانی غیرمعمول، که ترکیبی از عناصر ترسناک، ساخت فیلم بهره‌کشی و گوتیک جنوبی می‌باشد، شناخته شده است. متعاقباً در محافل کالت و فیلم درجه ب محبوب شد.